# Bromus intermedius
Bromus intermedius es una especie herbácea y anual perteneciente a la familia de las gramíneas (Poaceae).

## Descripción
Tiene tallos que alcanzan un tamaño de hasta 20-50 cm de altura, erectos o ascendentes, generalmente glabros. Hojas con lígula de hasta 0,5 mm, suborbicular, dentada y limbo de hasta 15 x 0,5 cm. La inflorescencia en panícula de 3-15 cm, laxa, con pedúnculos de las espiguillas inferiores flexuosos, generalmente más largos que la espiguilla.  Cariopsis casi tan larga como la pálea, linear. Florece y fructifica de mayo a junio.

## Distribución y hábitat
Se encuentra en pastizales y herbazales sobre suelo relativamente básico, a más de 400 metros. Especie rara. Se distribuye por el sur de Europa, Norte de África, Suroeste de Asia. En la península ibérica en la Sierra Norte, Aracena, Subbética y Grazalema.

## Taxonomía
Bromus intermedius fue descrita por Giovanni Gussone y publicado en Florae Siculae Prodromus 1: 114. 1827.
Etimología
Bromus: nombre genérico que deriva del griego bromos = (avena), o de broma = (alimento).
intermedius: epíteto latino que significa "intermedio".
Citología
Número de cromosomas de Bromus intermedius (Fam. Gramineae) y táxones infraespecíficos: 2n=14
Sinonimia
- Avena lasiantha Link
- Bromus alopecuroides Moris ex Steud.
- Bromus hordeaceus var. intermedius (Guss.) Shear
- Bromus hughii Tod. ex Nyman
- Bromus lanceolatus subsp. intermedius (Guss.) Lloret
- Bromus optimae H.Scholz
- Bromus requienii Loisel.
- Serrafalcus hughii Tod.
- Serrafalcus intermedius (Guss.) Parl.[6][7]